# Comptabilité britannique
En Grande-Bretagne, il n'existe pas d'équivalent au Plan comptable général français, les entreprises britanniques peuvent mettre au point leur propre liste des comptes.

## Principes de la comptabilité britannique
Les principes sont similaires à la comptabilité française notamment :
- coût historique (historical cost) ;
- indépendance des exercices (time period concept) ;
- permanence des méthodes (consistency) ;
- continuité d'exploitation (going concern).

Inexistant en France, le principe de prééminence de la réalité sur l'apparence (substance over form) permet aux entreprises britanniques de déroger une règle comptable lorsque cette règle fausse la réalité de la situation économique de l'entreprise.

## Les documents financiers et comptables[2]
- Balance sheet (bilan) est composé de l'actif (assets), le passif (liabilities) et les fonds propres (equity). Une des particularités du bilan britannique est le fait qu'il regroupe l'état financier des filiales de l'entreprise. Le bilan regroupe tous les éléments que possède l'entreprise. Le Balance sheet est similaire au bilan français car les éléments y figurant sont regroupés en fonction de l'actif circulant, non-circulant, immobilisations corporelles, incorporelles etc. L'actif circulant est classé par bien le moins liquide au plus liquide.
- Profit and loss account/Icome statement (compte de résultat) présente les charges,dépenses et les produits. Les charges sont classées par fonction.

Exemples de catégories principales :
- Revenue concerne les entrées comme les espèces et les paiements des créances clients. Les déductions dans la catégorie revenue représentent les RRR (rabais, remises et ristournes) ou le retour de marchandises.
- Cost of sales concerne toutes les dépenses associées à la création, fabrication ou à la vente des produits.
- Statement of cash flows est composé d'éléments du bilan et du compte de résultat. Ce document permet de montrer les flux des entrées et allocations du liquide que possède l'entreprise.
- Statement of changes in equity[3] analyse les mouvements des comptes de fonds propres de l'entreprise.